# کشاورزی مکانیزه

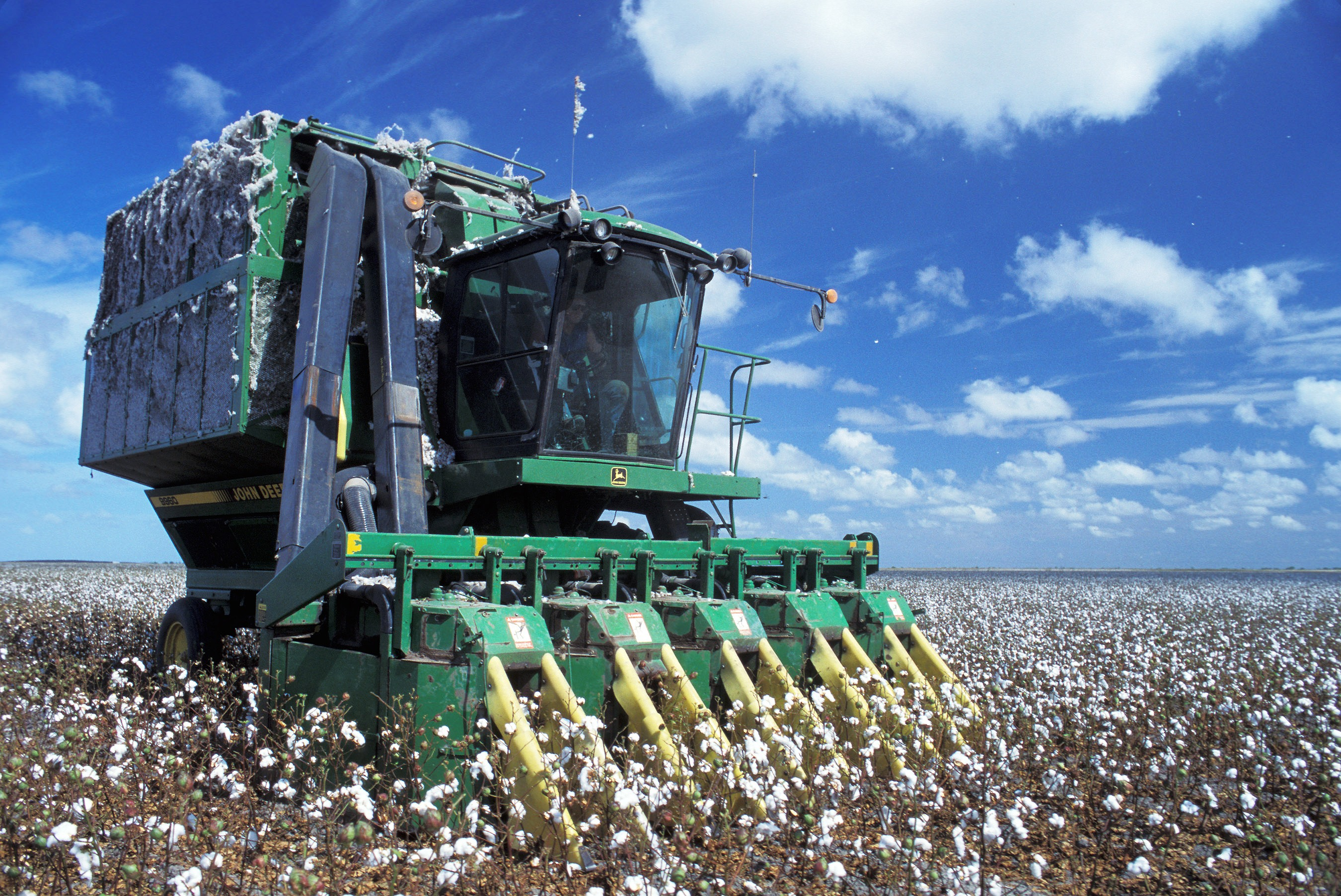
یک کمباین برداشت‌کننده پنبه

کشاورزی مکانیزه روند و فرایند استفاده از ماشین آلات کشاورزی برای مکانیزه‌کردن کار کشاورزی است که تا حد زیادی بهره‌وری کاری مزرعه را افزایش می‌دهد. در دوران مدرن طراحی ماشین آلات جایگزینی برای بسیاری از کارهای مزرعه که پیش‌تر دستی یا توسط جانوران اهلی مانند گاو یا اسب و قاطر انجام می‌شد، فراهم کرد.